# 래즈 어몽 헤더
래즈 어몽 헤더는 스코틀랜드와 잉글랜드의 접경 지대에서 불리는 스코틀랜드 고전 포크송이다. 4절로 되어 있다. 스코틀랜드 청년들을 헤더(철쭉 비슷한 관목) 숲에서 자란 청년들이라고 묘사하며, 스코틀랜드 청년들의 소박하고 건강한 아름다움을 예찬하고 있다. 주제는 조지 고든 바이런의 시 다크 로크나가르와 굉장히 비슷한데, 스코틀랜드의 소박하고 민중적인 문화를 긍정하고 있다. 특이한 점은 가락이 대한민국 전통 민요 가락과 굉장히 비슷하며 5음 음계로 되어 있다는 점이다.